# Clee Hills
Clee Hills är kullar i Storbritannien.   De ligger i riksdelen England, i den södra delen av landet, 200 km nordväst om huvudstaden London.